# Erzbistum Cagliari
Das Erzbistum Cagliari (lat.: Archidioecesis Calaritana, ital.: Arcidiocesi di Cagliari) ist eine auf Sardinien gelegene Diözese der römisch-katholischen Kirche. Sie ist das Metropolitanbistum der Kirchenprovinz Cagliari in der Kirchenregion Sardinien, ihre Suffraganbistümer sind die Bistümer Iglesias, Lanusei und Nuoro.
Sitz des Erzbistums ist die Stadt Cagliari, die Bischofskirche ist die Kathedrale Santa Maria di Castello. Das Gebiet des Erzbistums umfasst die Provinz Cagliari und einen kleinen Teil der Provinz Nuoro und ist in 133 Pfarreien eingeteilt.
Wichtigster Wallfahrtsort ist das Heiligtum der Patronin Sardiniens Unserer Lieben Frau von Bonaria in Cagliari.

## Geschichte
Das Bistum Cagliari stammt aus dem 4. Jahrhundert. Im 11. Jahrhundert wurde es zum Erzbistum erhoben. Seit dem 16. November 2019 ist Giuseppe Baturi Erzbischof von Cagliari.
Papst Paul VI. war der erste Papst, der – im Jahr 1970 – Sardinien besuchte; ihm folgten Johannes Paul II. im Jahr 1985 und Benedikt XVI. im September 2008.

## Weblinks

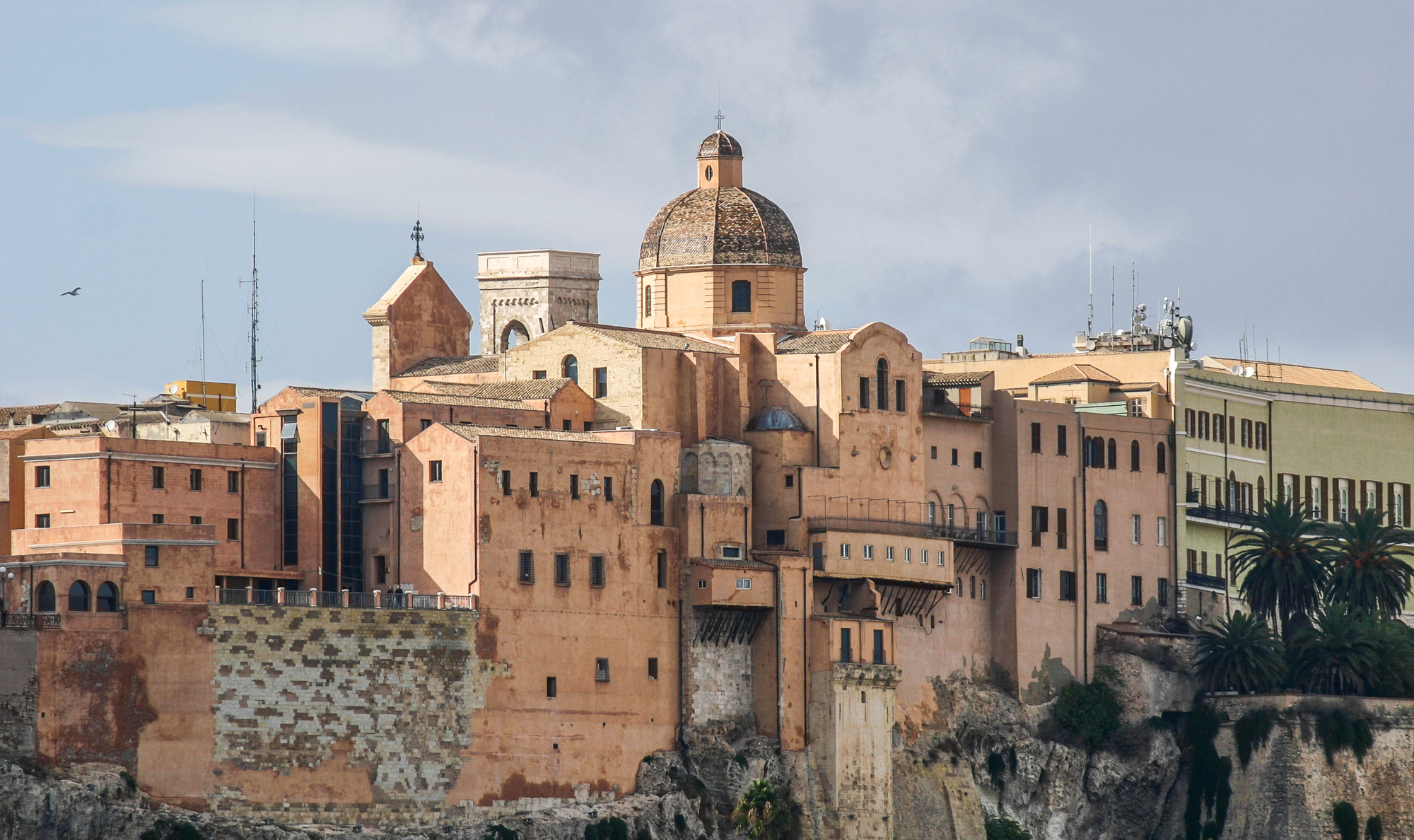
Kathedrale Santa Maria di Castello in Cagliari
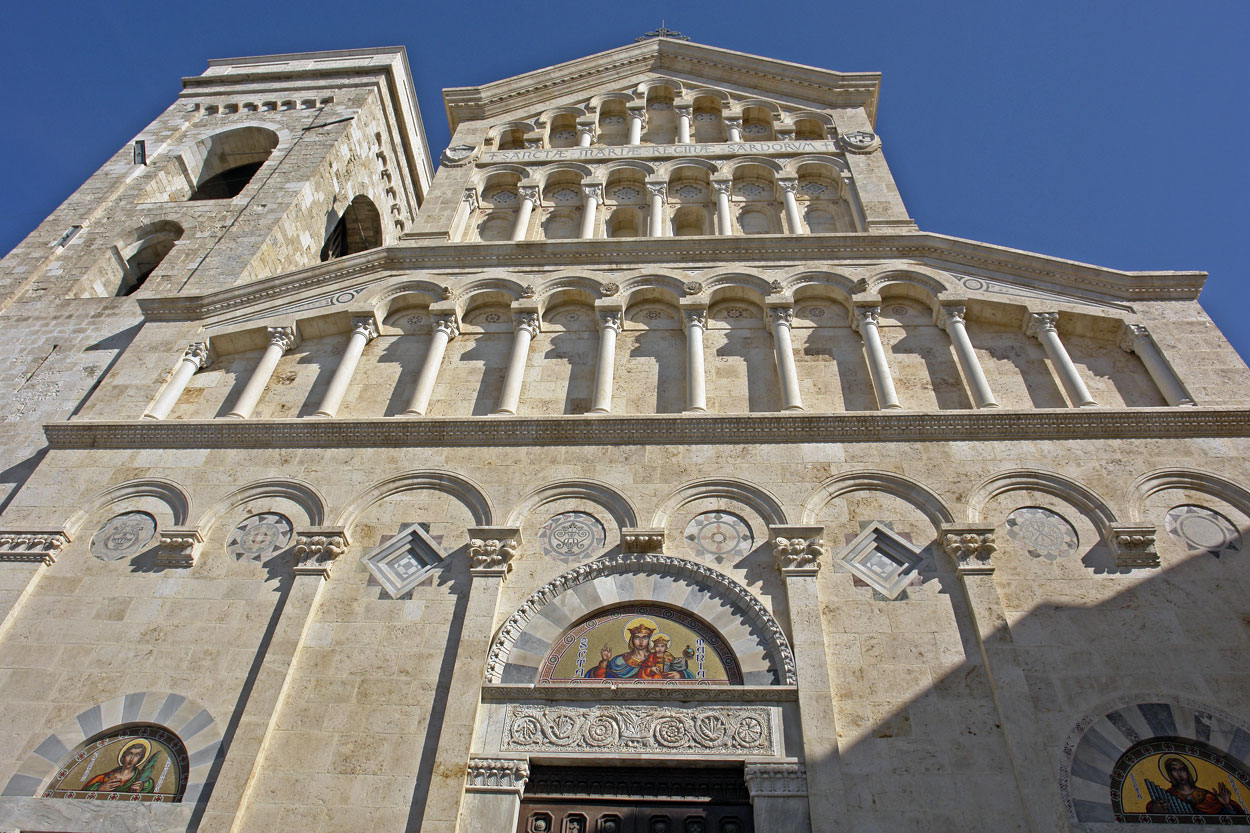
Westfassade der Kathedrale